# Nadalama (Väike-Maarja)
Nadalama – wieś w Estonii, w prowincji Virumaa Zachodnia, w gminie Väike-Maarja.